# شيانيانغ
شيانيانغ (بالصينية: 咸阳市 )‏ هي مدينة على مستوى محافظة، في جمهورية الصين الشعبية، تتبع شنشي، تبلغ مساحتها 10,196 كيلومتر مربع، رمزها البريدي هو 712000.

## مدن توأم
المدن التوأم:
- روتشستر
- لو مان
- City of Merri-bek [الإنجليزية]‏.

## التقسيمات الإدارية
- Qindu District [الإنجليزية]‏
- Yangling District [الإنجليزية]‏
- Weicheng District, Xianyang [الإنجليزية]‏
- Sanyuan County [الإنجليزية]‏
- Jingyang County [الإنجليزية]‏
- مقاطعة تشيان  [لغات أخرى]‏
- Liquan County [الإنجليزية]‏
- Yongshou County [الإنجليزية]‏
- Binzhou, Shaanxi [الإنجليزية]‏
- Changwu County [الإنجليزية]‏
- Xunyi County [الإنجليزية]‏
- Chunhua County [الإنجليزية]‏
- Wugong County [الإنجليزية]‏
- شينغبينغ.

## أعلام
- لي سي
- زهانغ أوكاي